# 圣马田堂
聖馬田堂（St. Martin-in-the-Fields）是英国倫敦的一座聖公會教堂，位于威斯敏斯特市特拉法加廣場的东北角。其守護聖者是圖爾主教聖馬田。自中世紀以來，在此就有一座教堂。現在看到的建築是由詹姆斯·吉布斯在1722至1726年以新古典主義設計建造的。

## 历史

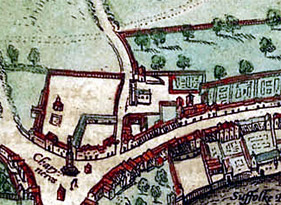
1562年的聖馬田堂和查令十字

2006年在這裡發掘發現了大約是公元410年的墓穴。羅馬時期，這裡是倫敦城外的墳場。
聖馬田堂首次被提及是在中世紀（公元476–1453年，又稱中古時代）公元1222年，當時西敏寺修道院院長與倫敦主教爭奪對這座教堂的控制權，最終決定由西敏寺修道院修士們使用。
都鐸王朝時期（公元1485-1603年）間，於公元1542年，亨利八世重建了教堂，以避免該地區的鼠疫患者通過他的懷特霍爾宮。當時，它符合字面上的“在田野”，因為它孤立地座落於威斯敏斯特市和倫敦市之間。
1964年，教堂臨近的倫敦唐人街華人人口逐漸增加，時任港澳教區主教何明華放假返英期間，發現「很多香港新界人士來到英國生活及工作，雖然他們從事飲食業，但由於不懂英文，這令他們處於困境及成為社會上的弱小的一群，往往被人剝削。有見及此，何會督回港後差派李兆英牧師來到倫敦，成立華人教會，目的是為了幫助和支援這裡的華人。」自此倫敦聖馬田堂就成為英格蘭聖公會於英格蘭境內至今唯一一間每主日恆常舉行廣東話及官話崇拜之聖公會教堂。

## 中文崇拜
聖馬田中文堂 （页面存档备份，存于）每週日下午13:30分舉辦粵語崇拜，並有粵語詩班，主日學，各個團契，網上禱告會等。